# Psychedelisch
Psychedelisch (zusammengesetzt aus altgriechisch ψυχή psychḗ‚ Seele‘ und δῆλος dẽlos ‚offenkundig, offenbar‘) bezeichnet eine Eigenschaft von Psychedelika, deren Einnahme zu einem veränderten Bewusstseinszustand führen kann. Dieser ist unter anderem durch die teilweise oder komplette Aufhebung der Grenzen zwischen Selbst und Außenwelt charakterisiert.
Der Begriff ging 1956 aus einem Briefwechsel des Psychiaters Humphry Osmond mit dem Schriftsteller Aldous Huxley hervor.

## Psychedelische Kunst

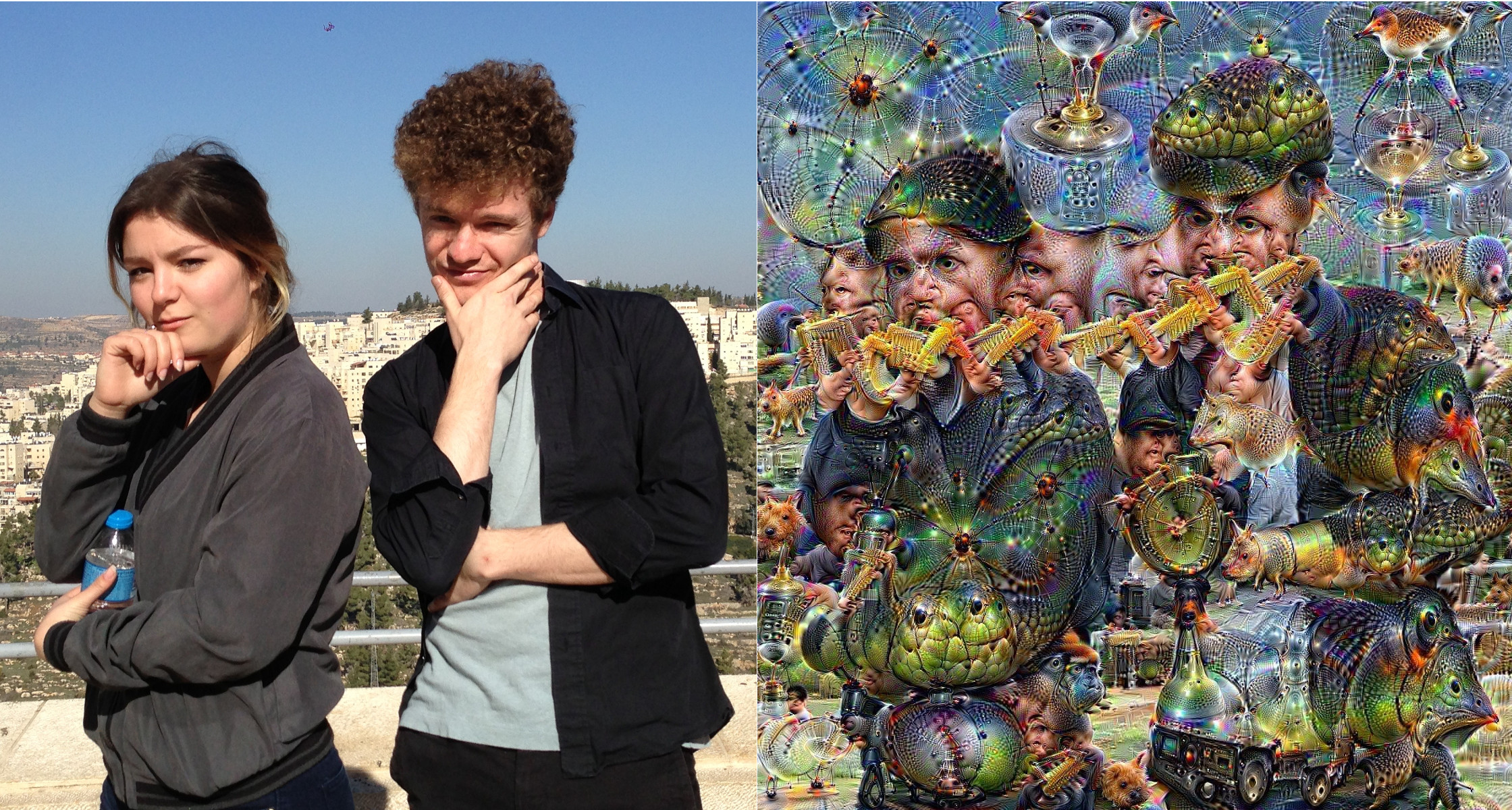
Ein mit Google DeepDream verändertes Foto, das Reminiszenzen an psychedelische Zustände erweckt.

Die nicht genau eingegrenzte Stilrichtung der psychedelischen Kunst versucht, die in psychedelischen Zuständen erfahrenen Eindrücke darzustellen oder zu manifestieren, oder unter Einfluss psychedelischer Substanzen den Trip zu vertiefen oder zumindest einen verstärkenden Stimulus zu bieten.

### Psychedelische Musik
Eine Reihe von Musikrichtungen nimmt Bezug auf psychedelische Bewusstseinszustände. Einige werden in Anlehnung an Lysergsäurediethylamid (LSD) (Säure = engl. acid) als „Acid …“ bezeichnet. Dazu gehören:
- Psychedelic Rock (Acid Rock, z. B. Grateful Dead, Pink Floyd, The Beatles und The Doors) und Stoner Rock
- Acid Techno, Acid Trance und Acid House
- Psychedelic Trance (Psytrance/Goa, z. B. 1200 Micrograms und Infected Mushroom)
- Psychedelic Ambient (Psybient, z. B. Shpongle)
- Vaporwave
- Acid Jazz
- Psychedelic Folk

## Weiterführende Literatur
- Robert Masters, Jean Houston: The Varieties of Psychedelic Experience. London 1967.